# Pere Gorgoll Noell
Pere Gorgoll Noell (Amer, 17 de novembre de 1962) és un filòleg i escriptor català. Llicenciat en Filologia Catalana per la Universitat de Girona (UdG), ha publicat obres en diversos gèneres, com la poesia, l'assaig, la narrativa i la literatura infantil.
Entre les seves obres més destacades es troben els poemaris Desmemòria (Viena, 2003) i Zona zero (Pagès Editors, 2024), l'assaig George Harrison o la silenciosa mística del «beatle» invisible (Avui, 2002), la novel·la El dia que el món va fer un pet com un aglà (Amsterdam, 2023). També ha publicat narracions curtes com No te'n vagis (Ajuntament d'Organyà, 2019), Res (Cossetània, 2019), Un tren cap a l'enlloc (Ateneu Torrellenc, 2021) i Una collita excel·lent (Salòria, 2023), així com contes infantils per a la revista Cavall Fort.
Gorgoll ha rebut diversos premis literaris, com el premi de poesia Joan Llacuna d'Igualada (2002), el premi Vila de Cambrils de poesia (2016), el premi Pirineu de narrativa (2019) per No te'n vagis, el premi Montseny de poesia (2021) amb Oda a la paraula, i el premi Vila de Gràcia de poesia (2022) amb Un dia com avui.
El 2023 va rebre el premi Vila de Torelló de narrativa per El tercer calaix, i el premi Roc Boronat de novel·la amb El dia que el món va fer un pet com un aglà.  També és Mestre en Gai Saber de poesia en haver estat guardonat en els Jocs Florals de Calella amb la Flor Natural (2017), l'Englantina d'or (2020) i la Viola (2024).
El seu treball literari reflecteix una preocupació per temes com la identitat, la memòria i la condició humana.